# Кисилинська академія
Кисилинська академія (іноді школа) — протестантський вищий навчальний заклад, який діяв у містечку (нині — село в Локачинському районі Волинської області) Кисилин (інша назва — Киселин).

## Відомості
Існувала у XVII ст. як одна з перших вищих шкіл на Українських землях. Школу створили представники социніанства, які в першій половині XVII ст. мали значне поширення на українських землях (зокрема, це київські каштеляни Роман та Гавриїл, маршалок двору князя Василя-Костянтина Острозького, Гойські). Прихильники социніянства вважали князя Острозького своїм покровителем і таємним послідовником, а поет Еразм Отвіновський присвятив князеві віршовані притчі польською мовою.
Киселин, на той час — власність шляхтичів (Юрій, Андрій та Олександр Чапличі) — став головним осередком социніанських лідерів після закриття Раківського центру (містечко Раків, Малопольща, поблизу Сандомира) — сюди переїхала значна частина социніан.
Социніанська громада (з 1614 р. тут працювала їх школа) в Киселині існувала з 1612 р. під покровительством родини Киселів. Перший ректор школи — Остап Кисіль (Євстафій Гізель (Ґізель; вчений еллініст, його родичем міг бути Інокентій Ґізель)), імовірний автор полемічного твору «Антапологія…», в якому критикувалась ідея унії православних із католиками — належав до високоосвічених людей, володів багатьма мовами. Йому також приписують переклад грецькою мовою книжки Томи (Фоми) Кемпійського «Про наслідування Христу» (надрукована 1926 р. у Франкфурті-на-Одері).
Завдяки педагогам Матвієві Твердохлібу, Якову Гриневичу-Гіжановському (Яну Трембіцькому) та Луці (Юхиму) Рупневському Киселинська школа після ліквідації Раківського центру перетворилась у вищий навчальний заклад — академію, яка мала філію в Береську (тепер — село в Рожищенському районі Волинської області). Рівень студій (викладання) був достатньо високим: класи поетики й риторики, вищий клас — вивчення філософії й теології.
Вважається, що до Кисилинської академії має стосунок Андрій Вишоватий (1608—1678) — внук Фаусто Соцціні, один з їх провідних ідеологів, який наприкінці 1630-х і у 1640-х рр. перебував на Волині, виступав перед своїми одновірцями.
Документи свідчать про те, що а академії навчалися молоді люди з різних соціальних прошарків (станів).
Католицьке духовенство Волині у 1640 році розпочало активну боротьбу з социніанами після того, як вони перенесли свій центр із Ракова до Киселина. Наприкінці 1640-х рр. наступ на социніан став активнішим. Зокрема, сейм прийняв постанови та ухвалив рішення:
- 1647 р. — автора книжки «Сповідування віри» Йонаша Шліхтинга засудили до смертної за публікацію твору кари, а социніан зобов'язали закрити всі друкарні та школи. Відповідно до неї, друкування, розповсюдження, зберігання социніанської літератури каралося вигнанням з країни та конфіскацією майна.
- 10 червня 1658 р. — вигнати всіх социніан із теренів Речі Посполитої; якщо хтось хотів залишатися на батьківщині, повинен були відректися від свого віровизнання, в іншому випадку — залишити державу протягом трьох років (потім термін скоротили до двох років).
- 10 липня 1660 р. — останній день перебування социніан у Речі Посполитій; щоправда, після цього деякі жінки відкрито сповідували своє віровчення, оскільки постанова про вигнання поширювалася лише на чоловіків.
- 1662 р. — заборона жінкам сповідувати «єресь».

Також у 1648 р. сейм оголосив, що опіка Варшавської конфедерації 1573 р., яка гарантувала не-католикам певну свободу віросповідання, не поширюється на социніан. У 1657 р. появився універсал короля Яна Казимира, який забороняв социніанські з'їзди. Однак до повного викорінення социніанства навіть такі жорсткі («драконівські») закони не могли відразу привести, тому судові процеси, спрямовані проти них, тривали в Речі Посполитій до початку XVIII ст.
Ці переслідування поклали край діяльності Кисилинської академії, яка, за наявності навіть елементарних умов для існування, могла б перетворитися в один із найбільших освітніх центрів Східної Європи.